# Girl (filme de 2018)
Girl é um filme de drama belga dirigido por Lukas Dhont. Escrito por Dhont e Angelo Tijssens, foi exibido na mostra paralela Un certain regard no Festival de Cannes 2018. No festival, foi premiado com o Caméra d'Or, bem como pelo Queer Palm. No Cannes, Victor Polster venceu a categoria de Melhor Performance no júri da mostra Un certain regard. O filme foi selecionado como a participação belga em Melhor Filme Estrangeiro no Óscar 2019. Em 20 de outubro, no Festival de Cinema de Londres, Girl foi premiado com o Troféu Sutherland na categoria de Best First Feature.

## Enredo
Lara, uma garota transgênero de 15 anos, estuda numa prestigiosa academia de dança da Bélgica. O rigor para o treinamento como bailarina tornam-se mais complicados assim que deseja realizar uma cirurgia de redesignação sexual.

## Elenco
- Victor Polster como Lara
- Arieh Worthalter como Mathias
- Oliver Bodart como Milo
- Tijmen Govaerts como Lewis
- Katelijne Damen como Dr. Naert, médica
- Valentijn Dhaenens como Dr. Pascal, psiquiatra
- Magali Elali como Christine
- Alice de Broqueville como Lois
- Alain Honorez como Alain

## Produção
O filme foi inspirado na história real de uma pessoa transexual belga que, neste ínterim, se tornou uma dançarina profissional de sucesso. Originalmente, o papel foi oferecido pela diretora à dançarina para atuar em um documentário sobre sua própria vida, mas ela recusou porque queria uma vida normal e sem exposição pública durante a juventude.

## Recepção crítica
No Metacritic, o filme conta com uma nota de 79 de 100 pontos, baseada em 9 críticas que indicam análises favoráveis. Peter Debruge, da revista Variety, escreveu: "Para Lara, a dança é mais importante do que o namoro. Como tal, o filme relativamente modesto de Dhont consegue abranger ambos os temas, "Billy Elliot" e "Tomboy", e merece reconhecimento semelhante." Numa avaliação para a revista cinematográfica Screen Daily, Wendy Ide escreveu: "O que é crucial para o sucesso do filme, no entanto, é o fato de que, apesar de sua franqueza sobre a dor de Lara, o filme se recusa a renunciar a uma nota de esperança." Boyd van Hoeij, do The Hollywood Reporter, escreveu: "Este intrigante longa-metragem de estreia do diretor Lukas Dhont, numa mistura natural de francês e holandês, parece fantástico, sem receio de abordar uma série de assuntos complicados e de apresentar uma atação de dançarino e atuação de Victor Polster."